# إديثا غورنياك
إديثا آنا غورنياك (بالبولندية: Edyta Anna Górniak)‏ —بولندا مغنية موسيقى البوب. ولدت في 14 تشرين الثاني / نوفمبر في Ziębice (مدينة في بولندا). Górniak وفي عام 1994 كان أول فنان لالبولندية، التي شاركت في مسابقة الأغنية الأوروبية.

## البوم
- 1995 - Dotyk
- 1997 - Edyta Górniak
- 1999 - Live'99
- 2002 - Perła
- 2003 - Invisible
- 2007 - E.K.G.

## وصلات خارجية
- إديثا غورنياك على موقع IMDb (الإنجليزية)
- إديثا غورنياك على موقع ميوزك برينز (الإنجليزية)
- إديثا غورنياك على موقع قاعدة بيانات برودواي على الإنترنت (الإنجليزية)
- إديثا غورنياك على موقع أول ميوزيك (الإنجليزية)
- إديثا غورنياك على موقع ديسكوغز (الإنجليزية)
- إديثا غورنياك على موقع قاعدة بيانات الفيلم (الإنجليزية)